# 檀武臣
檀武臣（16世紀—17世紀），字以忠，號思吾，直隸池州府建德縣步頭人，明朝軍事人物。

## 生平
檀武臣擅長兵法，是隆慶元年（1567年）的武舉人，次年（1568年）聯捷武進士，獲授宣城衛鎮撫，陞揚州掘頭守備，到萬曆十一年（1583年）自山東都司僉書陞薊鎮德州春班遊擊，十三年（1585年）再陞鎮筸參將，調任北京神樞營參將，獲戚繼光所重視，以不妄殺人訓誡部下。之後他告歸，鄉居數十年，經常乘驢帶酒遊歷山水，又周濟貧困人民，死後沒有多餘資產，鄉人敬重其德行；他生平知人善任，在諸生中賞識吏部尚書鄭三俊，對方曾在他高齡得子時寫下《家慶歌》讚美。

## 引用
1. 1 2  道光《建德縣志·卷十五·人物志五》：檀武臣 字以忠，善讀書，嫻韜畧，登隆慶二年武進士第，厯官北京神樞營叅將，輕裘緩帶，有古儒將風，為南塘戚將軍雅重，運籌帷幄，決勝千里，以不妄殺人為誡。中年告歸，鄉居數十載，跨驢携酒縱遊山水以自樂；祖魁有隱德，武臣克繩之，賙恤貧困，歿無餘資，鄉人至今頌其德焉。生平善知人，識太宰鄭三俊於諸生中，即以公輔相許，果如其言；壯年乏嗣，至暮齡甫舉一子，鄭太宰囚作《家慶歌》以美之。
2. ↑  道光《建德縣志》·卷十二·人物志二：隆慶元年 （武舉人） 檀武臣 見進士……二年 （武舉進士） 檀武臣 步頭人，戊辰科，宣城衛鎮撫，揚州掘頭守備，德州遊擊，進北京神樞營叅將，有傳
3. ↑  《明神宗顯皇帝實錄·卷一百三十九》：（萬曆十一年七月戊申）陞大寧都司僉書路宰為建昌遊擊，山東都司僉書檀武臣為薊鎮德州春班遊擊。
4. ↑  《明神宗顯皇帝實錄·卷一百六十八》：（萬曆十三年十一月丙寅）陞……高節分守陝西，馬應元紫荊，楊一名大同，楊元居庸，林桐山西，傅桓靖虜，檀武臣鎮筸，方印鄖陽，黑雲龍錦義，馬棟宣府，蔡兆吉臨沅，張昕寧夏，潘雲程太原，馬繼武金山，各充參將、指揮僉事等官。
5. ↑  光緖《重修安徽通志·卷二百三十·人物志·武功一》：檀武臣，字思吾，建德人，隆慶二年以武進士歷神樞營參將，為戚繼光所重。 《江南通志》、《池州府志》